# Ampithoe kussakini
Ampithoe kussakini är en kräftdjursart som beskrevs av Gurjanova 1955. Ampithoe kussakini ingår i släktet Ampithoe och familjen Ampithoidae. Inga underarter finns listade i Catalogue of Life.